# Trasa N-S (Lublin)
Trasa N-S (Trasa Północ-Południe) – planowany w okresie Polski Ludowej korytarz komunikacyjny w Lublinie, mający przecinać miasto z północy na południe.
Według Ogólnego planu zagospodarowania przestrzennego z 1959 trasa N-S miała biec al. Spółdzielczości Pracy, ul. Unicką, ul. Podzamcze, al. Unii Lubelskiej (łącznie 5,5 km), wzdłuż prawego brzegu Czerniejówki (ok. 4 km), a od wysokości ul. Głuskiej – ul. Abramowicką (3,75 km). Jej przebieg pokrywa się w większej części z przebiegiem lubelskiego fragmentu drogi wojewódzkiej nr 835.
Trasa N-S była uwzględniona w „Programie Planu Zagospodarowania Miasta” z 1948 oraz w OPZP z 1954. W OPZP z 1959 zaprojektowano ją (obok trasy W-Z) jako trasę szybkiego ruchu łączącą dzielnice Lublina. W SUiKZP z 1999 i w poprawce z 2014 jedynie al. Unii Lubelskiej jest ulicą ruchu przyspieszonego, pozostałe istniejące odcinki mają status ulic głównych, a wzdłuż prawego brzegu Czerniejówki widnieje jedynie droga rowerowa.
Połączenie istniejących odcinków trasy N-S z drogami wylotowymi spowodowało, że zaczęły one pełnić one funkcję arterii tranzytowej. Najbardziej zatłoczone było jej skrzyżowanie z trasą W-Z. Oddanie do użytku północnego odcinka obwodnicy Lublina ponaddwukrotnie zmniejszyło ruch ciężarowy w tym miejscu (dane z 2015 w stosunku do 2013).